# Cyrtogaster annectens
Cyrtogaster annectens är en stekelart som beskrevs av Heydon 1989. Cyrtogaster annectens ingår i släktet Cyrtogaster och familjen puppglanssteklar. Inga underarter finns listade i Catalogue of Life.